# Kandyss
Kandyss est un groupe de fusion hardcore suisse, originaire de Lausanne, dans le canton de Vaud. 

## Biographie
C’est en 1998 que le groupe démarre en faisant ses premiers concerts et en enregistrant un CD trois titres auto-produit. Après quelque temps, ils remportent au Z7 la finale du concours Battle of Bands parmi plus de 220 groupes. Grâce à ce succès, deux titres seront enregistrés pour figurer sur la compilation Headeache IV.
Au début de 2000, un nouveau CD, Only for My… (autoproduction) voit le jour. Kandyss commence à se faire une bonne réputation et cumule les concerts à travers la Suisse. Le premier album, Two Faces, est signé chez Condors Records en 2003. Cet opus va leur permettre de faire le tour de clubs suisses : le PTR à Genève, le Werk21 à Zurich. Ils ont l’opportunité de jouer en première partie de groupes tels que Transport League, Lofofora, Watcha, Dagoba, Nostromo et de participer à plusieurs festivals dont l’Octopus Festival (Belgique) et le festival Paléo Nyon. 
En 2007, le groupe entre en studio pour enregistrer le nouvel album IV Ears to the Ground au Smelly Room Studio. Mixé par Fredrik Nordström (In Flames, Soilwork, Arch Enemy) au Fredman Studio (Suède), il est ensuite masterisé par Peter In De Betou au Tailormaid Studio (Suède). En été 2007, Kandyss participe au Roadroller Tour avec Zuul FX, The ARRS, Dollsex et Sihia à travers la France et la Belgique. 

## Membres

### Membres actuels
- Nelson Gomes dos Santos - chant
- Romain Kernen - basse
- Steve Monnet - guitare
- Jérémy Zurcher - batterie

### Ancien membre
- Oscar Lage - guitare